# 馬家豪
馬家豪（Terence Ma，1981年11月12日—），香港男藝員旁白及編審。兼任職娛樂記者，以其酷似周星馳的聲音而著名。前無綫電視藝員，曾跟隨資深配音員雷碧娜學習旁白配音，主要為綜藝節目進行配音工作。
2022年，馬家豪離開無綫電視。馬家豪加入余詠珊新公司「好好製作」，首項工作是參與製作香港開電視節目疫境中的餐桌。

## 節目旁白
- 網絡挑機
- Do姐有問題[5]
- 千奇百趣特工隊
- 有樓萬事足？
- 蝸居宅急變
- 街坊廚神重出江湖
- TVB 50+1再出發節目巡禮2019[6]
- 一帶一路一狀元
- 胡說八道真情假期
- 跨跨跨世代
- 今晚請客
- 玩起來
- 到此一遊（第7-9集）

## 廣告旁白
- 富途證券

## 編審
- 娛樂新聞報道
- 娛樂頭條
- 演鬥聽

## 訪問
- 口水多過浪花

## 外部連結
1. ↑  .   [2018-04-19]. （原始内容存档于2018-10-11）. （页面存档备份，存于）
2. ↑  .   [2018-04-19]. （原始内容存档于2018-06-19）. （页面存档备份，存于）
3. ↑  .   [2018-05-28]. （原始内容存档于2018-05-28）. （页面存档备份，存于）
4. ↑  . 香港01. 2022-04-04  [2022-04-04]. （原始内容存档于2022-06-25）. （页面存档备份，存于）
5. ↑  第四輯1-10、12-14集除外
6. ↑  big big channel 部份